# 高速飞行列车
高速飞行列车是中华人民共和国一种正在研究论证的预期最高时速达4000公里的高速飞行列车。中国航天科工集团公司项目负责人于2017年8月30日在第三届中国（国际）商业航天高峰论坛上宣布此项目。